# Malito
Malito ist eine italienische Gemeinde mit 717 Einwohnern (Stand 31. Dezember 2023) in der Provinz Cosenza in Kalabrien. Der Ort liegt im Nationalpark Pollino.
Das Gebiet der Gemeinde liegt auf einer Höhe von 728 m über dem Meeresspiegel und umfasst eine Fläche von 16 km². Malito liegt etwa 29 km südlich von Cosenza. Die Nachbargemeinden sind Altilia, Belsito, Dipignano, Domanico, Grimaldi und Paterno Calabro.